# Otto Leo
Karl Otto Julius Bogislav Leo (* 26. Februar 1793 in Königsberg; † 5. November 1865 in Hamm) war ein preußischer Generalleutnant.

## Leben

### Herkunft
Otto war ein Sohn des Justizrates Gottlieb Ephraim Leo und dessen Ehefrau Karoline Dorothea, geborene Golz. Der Generalmajor Johann Hermann Franz Kasimir Leo (1794–1869) war sein Bruder.

### Militärkarriere
Leo trat am 8. September 1808 als Bombardier in die preußische Artillerie-Brigade ein und avancierte bis Mitte Januar 1811 zum Sekondeleutnant. Während der Befreiungskriege kämpfte er in den Gefechten bei Halle, Antwerpen, Luckau, Compiegne, sowie bei der Belagerung von Wittenberg und dem Sturm auf Arnheim. Ferner nahm er an den Schlachten bei Großbeeren, Dennewitz, Leipzig und Laon teil. Für Dennewitz erhielt Leo das Eiserne Kreuz II. Klasse. Am 15. Juni 1815 wurde er zum Premierleutnant befördert.
Nach dem Krieg wurde Leo am 23. Mai 1816 Kapitän und kam am 17. April 1817 als Artillerieoffizier vom Platz nach Pillau. Von dort wurde er am 24. Dezember 1821 in die 1. Artillerie-Brigade versetzt und am 17. Mai 1831 unter Beförderung zum Major nach Mainz abkommandiert. Daran schloss sich ab dem 19. April 1835 eine Verwendung als Kommandeur der III. Abteilung der 3. Artillerie-Brigade in Magdeburg sowie Mitte September 1841 die Beförderung zum Oberstleutnant an. Am 1. April 1843 beauftragte man Leo mit der Führung der 4. Artillerie-Brigade in Erfurt und ernannte ihn am 16. Januar 1844 zum Brigadier. Am 30. März 1844 wurde er zum Oberst befördert und am 5. Juni 1849 als Kommandant nach Jülich versetzt. Dort wurde er am 4. April 1850 zum Generalmajor befördert und zwei Monate später mit der Führung der Geschäfte des Allgemeinen Kriegsdepartements beauftragt. Am 19. November 1850 folgte seine Ernennung zum Kommandanten von Glogau. Von dort wurde er am 28. Oktober 1851 als Inspekteur der 1. Artillerie-Inspektion nach Stettin versetzt. Am 14. September 1852 erhielt Leo den Roten Adlerorden II. Klasse mit Eichenlaub. Er bekam am 19. März 1853 seinen Abschied als Generalleutnant mit Pension. Noch am 28. Januar 1864 wurde er Ehrensenior des Eisernen Kreuzes II. Klasse. Er starb am 5. November 1865 in Hamm in Westfalen, wo er am 8. November 1865 beigesetzt wurde.

### Familie
Leo heiratete am 28. Mai 1819 in Pillau Karoline Friederike Amalie Thiel (1801–1824), eine Tochter des Pillauer Proviantmeisters Johann Karl Thiel. Nach dem Tod seiner ersten Frau heiratete er am 22. Februar 1829 in Mainz Maria Friederike Amalie Michel (1809–1879), eine Tochter des Mainzer Seidenfabrikanten Karl Michel. 